# Zaalvoetbal in Suriname
Zaalvoetbal is een sport met in Suriname een competitie van de Surinaamse Zaalvoetbal Bond. Het Surinaamse zaalvoetbalteam doet vierjaarlijks mee aan het CONCACAF Zaalvoetbalkampioenschap en heeft zich nog nooit gekwalificeerd voor de FIFA Wereldkampioenschap zaalvoetbal (stand 2024).

## Geschiedenis
Het zaalvoetbal werd in Suriname in 1973 door de Nederlandse sergeant Dick Staphorst geïntroduceerd. Hij organiseerde toernooien tussen voetballers uit de Troepenmacht in Suriname (TRIS) en de bevolking. In een paar jaar tijd werden verschillende zaalvoetbalverenigingen opgericht, zoals EdsDiscobar, Friends, Hermandad, Kontjo, Prisiri, Roline's (later Inter Ma-Retraite) en Sequir. Er waren in 1977 voldoende teams voor Errol Stuger en Sydney Montesieu om het initiatief te kunnen nemen voor de eerste zaalvoetbalcompetitie. De organisatie ervan lag in handen van de Stichting tot Ontwikkeling van de Sport in Suriname (SOSIS). Er deden 28 teams mee: 7 junioren en 21 senioren. De competitie werd toen gewonnen door Friends zonder ook maar een wedstrijd te verliezen. In 2017 werd er uitgebreid met een jeugdcompetitie.
In 1980 vond de Sergeantencoup plaats die het militaire bewind bracht. De competitie ging weliswaar door in 1980 evenals in 1981, maar het zaalvoetbal was op een dieptepunt beland. Aan het eind van de competitie in 1980 vertrok een van de initiatiefnemers, Errol Stuger, naar Nederland. Het lag toen in de bedoeling om zaalvoetbal op te laten nemen in de Surinaamse Voetbal Bond (SVB). Om verschillende redenen gebeurde dit echter niet, waarna op 2 februari 1981 de Surinaamse Zaalvoetbal Bond (SZVB) opgericht werd.
Sinds het begin van de jaren 2010 was er ruim tien jaar lang geen bekercompetitie meer. In 2022 startte het SZVB-bestuur onder voorzitterschap van Riaz Habiboellah deze competitie weer op. Wel werden er in deze periode andere toernooien georganiseerd, zoals in meerdere edities van het Surinam Airways Internationaal Futsal Toernooi. Ook werd onder meer in 2022 een All Star-game georganiseerd en verder zijn er scholencompetities.
De sport wordt inmiddels door mannen en vrouwen gespeeld.

## Interlands
Er is sinds de jaren 1980 een Surinaams zaalvoetbalteam geformeerd die internationale vriendschappelijke wedstrijden heeft gespeeld. Voor de oprichting van SZVB kwam een team uit Utrecht naar Suriname en uit Brazilië maakten de teams van GloboEsport (1983), Remo (1984) en Paisandu (1984) een bezoek.

## Landskampioenen
Hier volgt een overzicht van de eerste landskampioenen:
- 1980: Sequir
- 1981: SurleMaggi
- 1982: Fashion shop
- 1983: Inter Ma-Retraite
- 1984: Inter Ma-Retraite
- 1986: Linco
- 1989: MengaoDSB